# Psychrophrynella katantika
Psychrophrynella katantika är en groddjursart som först beskrevs av De la Riva och Martínez-Solano in De la Riva 2007.  Psychrophrynella katantika ingår i släktet Psychrophrynella och familjen Strabomantidae. IUCN kategoriserar arten globalt som livskraftig. Inga underarter finns listade i Catalogue of Life.